# Prunay-le-Temple
Prunay-le-Temple település Franciaországban, Yvelines megyében. Lakosainak száma 410 fő (2022. január 1.). Prunay-le-Temple Mulcent, Orgerus, Orvilliers, Richebourg, Saint-Martin-des-Champs, Septeuil és Tacoignières községekkel határos.

## Népesség
A település népességének változása:
| Lakosok száma | 432  | 430  | 441  | 419  | 415  | 416  | 412  | 411  | 410  |
|               | 2013 | 2015 | 2016 | 2017 | 2018 | 2019 | 2020 | 2021 | 2022 |